# Pitchshifter

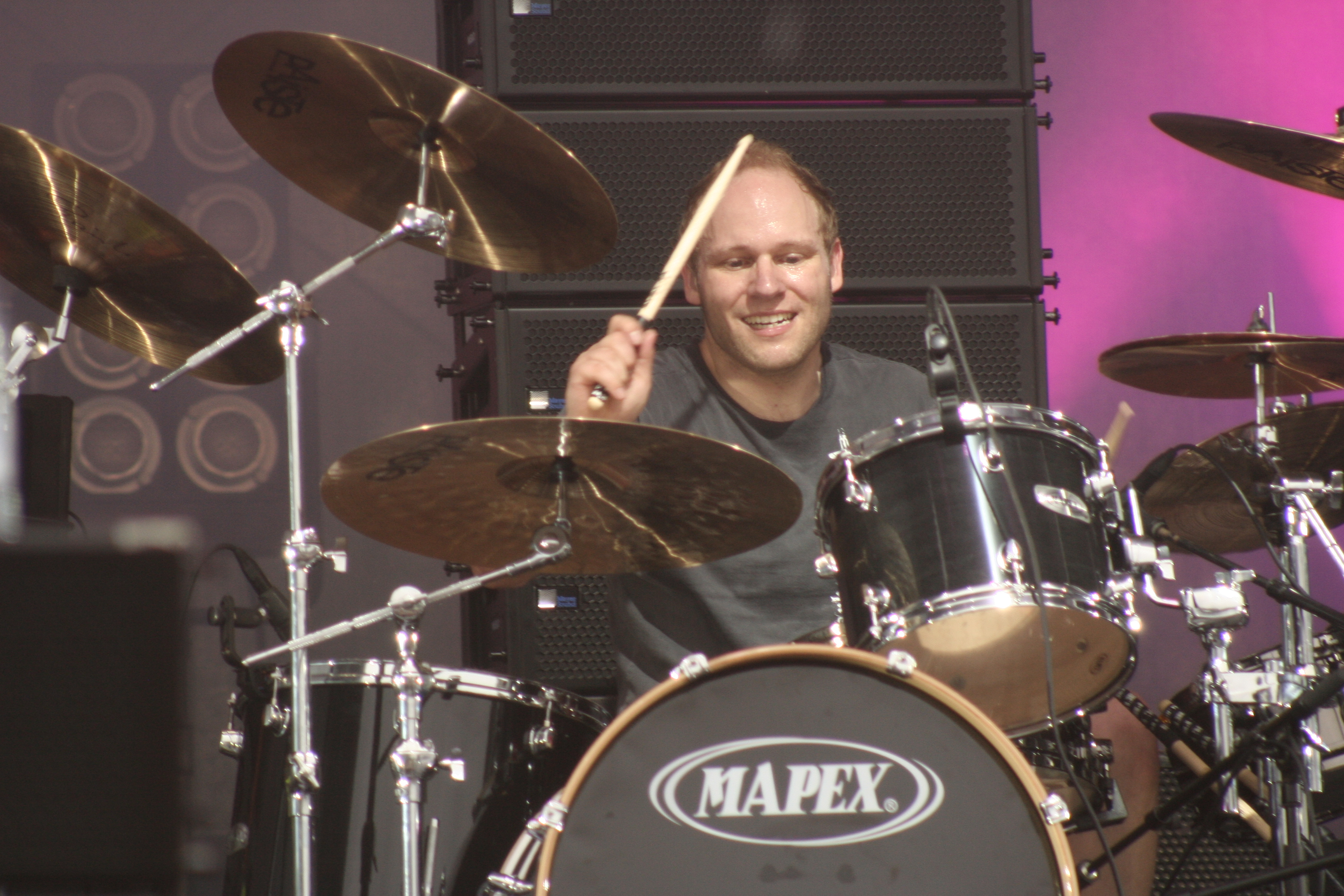
Джейсон Боулд

Pitchshifter (первоначальное название Pitch Shifter до 1998 года) — британская рок-группа, играющая в стиле индастриал-метал. Группа образована в 1989 году Джоном Картером (гитара/программирование) и Марком Клайденом (бас/вокал), с Стюартом Толином (ритм-гитара) и Джоном Клайденом (бэк-вокал). Позже Джон Клайден занял место ведущего вокалиста с Submit EP в 1992.
Pitchshifter играли в более чем 27 странах вместе с KMFDM, Prodigy, Korn, Static-X, Junkie XL и многими другими. Группа также выступала на сценах многих фестивалей во всем мире, таких как Ozzfest, Warped Tour, Reading Festival, Livid, Big Day Out, Dynamo Open Air и The Phoenix Festival.

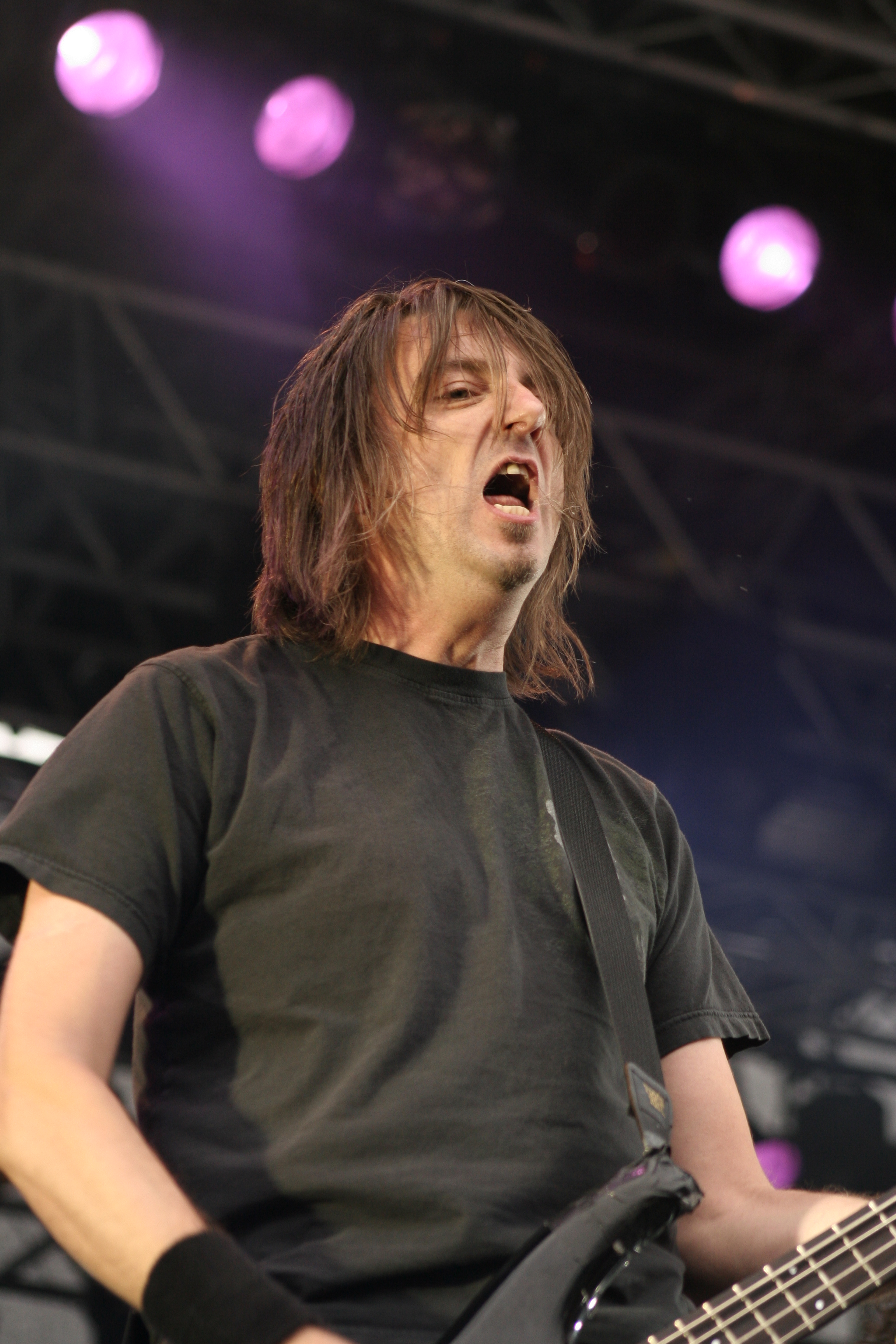
Марк Клэйден

## Дискография

### Альбомы
- Industrial (Deaf/Peaceville 1991)
- Desensitized (Earache 1993)
- Infotainment? (Earache 1996)
- www.pitchshifter.com (Geffen Records 1998)
- Deviant (MCA Records 2000)
- PSI (Mayan Records 2002)
- Bootlegged, Distorted, Remixed & Uploaded (PSI Records 2003)

### Мини-альбомы
- Submit (Earache 1992)
- The Remix War (Earache 1994)
- Un-United Kingdom (Alternative Tentacles 2000)
- None For All And All For One (PSI Records 2006)

### Синглы
- Death Industrial (Sycophant Records 1991)
- Triad (Earache 1994)
- Microwaved (single 1) (Geffen Records 1998)
- Microwaved (single 2) (Geffen Records 1998)
- Genius (Geffen Records 1998)
- Genius / W.Y.S.I.W.Y.G. (promo) (Geffen Records 1998)
- What You See Is What You Get (Geffen Records 1998)
- Un-United Kingdom (MCA Records 1999)
- Dead Battery (single 1) (MCA Records 2000)
- Dead Battery (single 2) (MCA Records 2000)
- Condescension (MCA Records 2000)
- Deviant (sampler) (MCA Records 2000)
- Keep It Clean (MCA Records 2000)
- Shutdown (single 1) (Mayan Records 2002)
- Shutdown (single 2) (Mayan Records 2002)
- Eight Days (Mayan Records 2002)
- Free CD (PSI Records 2004)

## Саундтреки

### Игры
- Test Drive 5
- Twisted Metal 3
- Twisted Metal 4
- SX Superstar
- Rallisport Challenge 2
- Quake 4

### Кино
- Mortal Kombat
- Paycheck
- The Crow
- Brainscan

## Состав
- Джонатан Сет Клейден[англ.] — вокал, программирование (с 1989)
- Марк Клэйден — бас-гитара (с 1989)
- Саймон Хатчби — ударные (с 2018)
- Дэн Рейнер — гитара (с 2002)
- Тим Рейнер — ритм-гитара (с 2004)

### Бывшие участники
- Джонни А. Картер — гитара/программирование (1989—2000)
- Стюарт Туллин — гитара (1989—1992)
- Джим Дэвис — гитара (1998—2003)
- Мэт Гранди — гитара
- Д. Дж. Уолтерс — ударные (1993—2000)
- Мэт Годфри — гитара
- Джейсон Боулд - ударные (2000-2018)